# Carlo Bresciani (politico)
Carlo Bresciani (Brescia, 23 settembre 1876 – Brescia, 11 settembre 1962) è stato un avvocato, giornalista e politico italiano.

## Biografia
Originario di una famiglia borghese, profondamente cattolica, fin da ragazzo milita nel circolo bresciano del movimento Gioventù Cattolica, del quale assume successivamente la presidenza. Conseguita la laurea in giurisprudenza inizia la professione di avvocato e al contempo svolge una intensa attività giornalistica dalle colonne del quotidiano Il Cittadino di Brescia sotto la direzione di Giorgio Montini, padre di Giovanni Battista. Suo interesse primario è l'attività locale del movimento dei cattolici intransigenti che, dopo la presa di Roma, si pone il problema della libertà e indipendenza del papa (la «Questione Romana»).
Bresciani sostiene la posizione moderata del movimento che, nel rispetto del Non expedit di Pio IX, stringe alleanze coi liberali moderati nelle elezioni amministrative. Lo scopo è quello di far valere le istanze di "tutela dei diritti religiosi" - specie nel settore dell'istruzione - mandando propri esponenti nel consiglio comunale e provinciale. Dalle colonne de Il Cittadino e con l'attività nel comitato diocesano consente ai cattolici di influenzare le istituzioni e, al contempo, spiana la strada alla loro partecipazione alle elezioni politiche, prudentemente ammessa per la prima volta da Pio X nell'enciclica "Il fermo proposito" (che ancora non supera il veto di Pio IX) e concretizzatasi alle elezioni del 1904.  Alla corrente intransigente e reazionaria dei cattolici di Brescia, che si riconosce nel movimento della Democrazia Cristiana di don Romolo Murri si deve infatti l'apertura ai problemi di contadini e operai e l'idea delle prime rivendicazioni sindacali in chiave antisocialista e antirepubblicana, che rende necessaria una forte unità di azione a livello nazionale.
A spingere verso tale apertura è l'istituzione del suffragio universale maschile, che estende da tre a quasi nove milioni il numero degli elettori, imposto da Leonida Bissolati al governo per l'appoggio dato alla guerra italo-turca. Bresciani appoggia l'estensione del diritto a chiunque abbia assolto l'obbligo elementare nella consapevolezza che gran parte dei nuovi elettori sono operai di tendenza socialista, e a tale scopo sostiene l'iniziativa del patto Gentiloni che, alle elezioni del 1913, porta all'elezione di 228 deputati firmatari del relativo accordo.
Tale successo rafforza la sua posizione politica al punto da assumere nel 1915 la direzione de Il Cittadino. Dalla poltrona di direttore schiera il quotidiano sulla linea della neutralità attiva nei confronti della prima guerra mondiale. Contrario all'intervento italiano Bresciani sostiene la necessità di mantenere comunque il Paese pronto al combattimento in caso di invasione o provocazioni. Continua intanto a scalare posizioni, al punto che nel 1918, al termine del conflitto, è presidente della giunta diocesana di Azione Cattolica, consigliere di amministrazione della Banca San Paolo e dirigente della "Famiglia cooperativa".
L'anno successivo prende parte alla costituzione del Partito Popolare Italiano. Entra nella "piccola costituente", composta da 40 membri provenienti da tutte le regioni italiane, e sottoscrive l'appello ai liberi e forti di Brescia diffuso il 18 gennaio 1919, e sottoscritto dalle maggiori personalità del cattolicesimo militante. Nominato segretario della federazione provinciale, trasforma il giornale nell'organo ufficiale locale del partito e al primo congresso nazionale sostiene la necessità di continuare la politica delle alleanze con le forze moderate e non anticlericali. Bresciani porta ad esempio l'esperienza della sua città e il favore che il nuovo partito incontra sulle colonne de La Sentinella Bresciana, organo ufficiale dei liberali moderati. Per Bresciani  la salvaguardia dei diritti e dei doveri cattolici si realizza dando maggiore importanza alla lotta antibolscevica, in alleanza con le forze politiche di idee affini, prima che predicandoli nelle linee programmatiche e nei comizi, e si schiera, di conseguenza, contro la tendenza intransigente sostenuta da Don Sturzo, che sostiene la necessità di correre da soli con proprie liste.
La stessa posizione mantiene al primo congresso del PPI, che si svolge dal 14 al 16 giugno 1919 a Bologna, dove sostiene le posizioni di padre Agostino Gemelli contro la linea aconfessionale promossa da Sturzo. Bresciani è uno degli oratori ufficiali chiamati a difendere la transigenza, e lo fa continuando a rievocare lo smantellamento delle posizioni "zanardelliane" nel bresciano e la progressiva conquista da parte cattolico-liberale della maggioranza elettorale. Il congresso ne riconosce i meriti ma considera l'esperienza un episodio locale, dovuto ad equilibri non altrimenti ravvisabili in altre province, ma al lungo periodo - stante la particolare situazione locale - il PPI di Brescia può continuare a comprendere esponenti moderati nella lista per le elezioni comunali del novembre successivo.
L'alleanza viene meno quando, di li a poco, iniziano a vedersi i frutti del sostegno giornalistico e personale del Bresciani al sindacalismo bianco. Benché non propensi allo scontro i sindacati cattolici appoggiano infatti le posizioni progressiste di Guido Miglioli contro i grandi proprietari terrieri, che lo rendono inviso all'esordiente movimento fascista ma anche al PPI di cui fa parte. I liberali, dalle colonne de La Sentinella, osteggiano le richieste di più equi patti colonici e simpatizzano con le imprese dei fascisti contro le organizzazioni socialiste e cattoliche; tale atteggiamento non lo scoraggia, e nel 1921 si candida per la prima volta deputato nel collegio Bergamo-Brescia.
Alla Camera entra a far parte prima della commissione permanente Finanze e Tesoro, poi di quella Esteri e Colonie.
Pur condannando con fermezza le azioni squadristiche Bresciani ha una posizione non pregiudizialmente ostile al fascismo in piena ascesa. Nonostante le violenze di cui è vittima a Brescia, dove la sede de Il Cittadino viene attaccata contestualmente alla sede delle istituzioni cattoliche di palazzo San Paolo, sostiene la posizione ufficiale del partito di appoggio al governo che Mussolini è chiamato a formare il 30 ottobre 1922. Con l'idea che il governo Mussolini possa portare ad una "restaurazione dello Stato" nel 1923 - in dissenso dalla contrarietà del partito - si astiene al voto finale sulla legge Acerbo, ma le successive elezioni del 1924, condotte tra intimidazioni e violenze, perde del tutto la fiducia nella funzione normalizzatrice del fascismo. Abbandona la segreteria provinciale del PPI e continua a battersi dalle colonne de Il Cittadino fino a quando, nel 1925, i fascisti ne davastano la tipografia quale reazione all'adesione di Bresciani alla secessione dell'Aventino.
La protesta contro l'omicidio di Giacomo Matteotti gli vale la decadenza dal mandato parlamentare. Dopo un breve periodo di assenza si ritira a privata a Brescia mantenendosi con la sua professione di avvocato. Riprende l'attività politica nel 1945 sotto le insegne della Democrazia Cristiana. Chiamato a far parte della Consulta nazionale quale ex deputato aventiniano trascorre i suoi ultimi anni nella federazione provinciale della DC, dapprima come direttore de il rinato Il Cittadino, fino alla scomparsa come collaboratore de Il Giornale di Brescia.